# Vitakraft
Vitakraft är ett tyskt företag med huvudkontor i Bremen som tillverkar produkter för husdjur. Vitakraft tillverkar olika typer av foder och tillbehör.